# Gardekirche

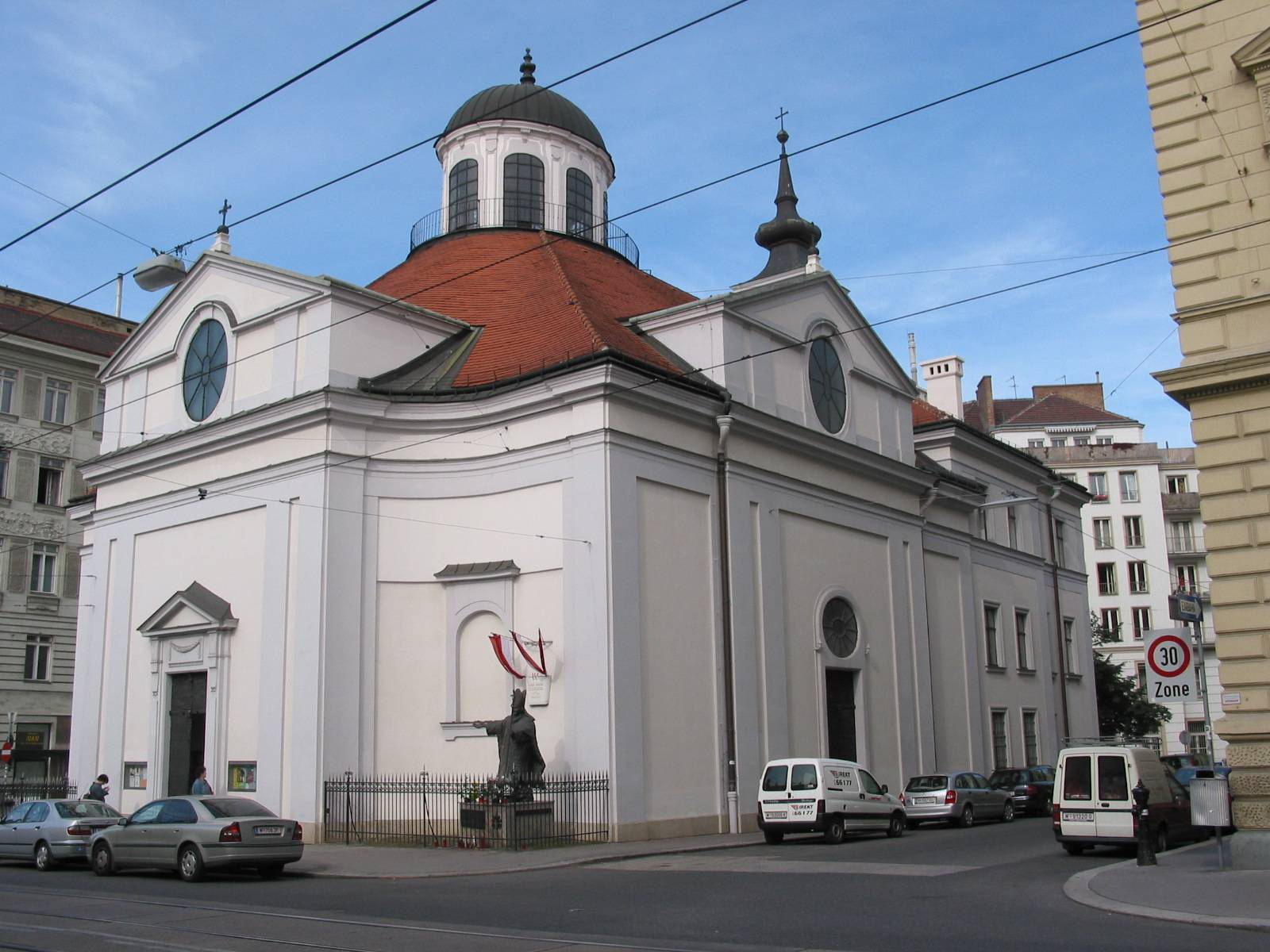
Ansicht der Kirche vom Rennweg

Die Gardekirche bzw. Kirche der Resurrektionisten zu Ehren des gekreuzigten Heilands befindet sich am Rennweg 5a im 3. Wiener Gemeindebezirk Landstraße. Der klassizistische Zentralbau mit Innendekoration in Form des höfischen Rokoko (josephinischer Barockklassizismus) gilt als eines der Hauptwerke des Architekten Nikolaus von Pacassi.

## Geschichte
Im Zuge des Einzuges des Kaiserspitales in das vormalige Dreifaltigkeitsspital am Rennweg wurde der Bau einer Spitalskirche beschlossen. Die Planung erfolgte 1754, die Errichtung unter Pacassi zog sich von 1755 bis 1763. Im Jahre 1763 wurde die Kirche geweiht. Die Kirche, nach drei Seiten offen, an einer Seite eingespannt, hat einen zentralen leicht längsovalen beinahe kreisförmigen Kuppelraum in einem massiven Mauerwerk und einem Choranbau. Im Jahre 1769 wurden Bauschäden von Jean Baptiste Brequin mit dem Baumeister Nikolaus Peter Mollner behoben, wobei Dach wie Fassade umgestaltet wurde.
1782 hob Joseph II. das Spital auf und quartierte die Polnische (Galizische) Leibgarde ein, von der nachmaligen Leibgardekaserne hat die Kirche seither ihren Namen. 1803 wurde hierbei das Oratorium der Kirche zu einer Wohnung umgebaut. 1890 wurde das Kaiserspitalsgebäude weitgehend abgebrochen und der Rest mit der Kirche im Jahre 1897 an die polnischen Resurrektionisten übergeben. Seither gibt es in der Kirche auch Messen in polnischer Sprache.
Zusammen mit den Gebäuderesten wurde sie 1898 von Richard Jordan renoviert und aufgestockt, wobei auch der Glockenturm erhöht wurde. 2001 wurde in Erinnerung an die drei Österreich-Besuche von Papst Johannes Paul II. ein ihn darstellendes Denkmal seitlich des Kirchenportals errichtet.

## Inneres

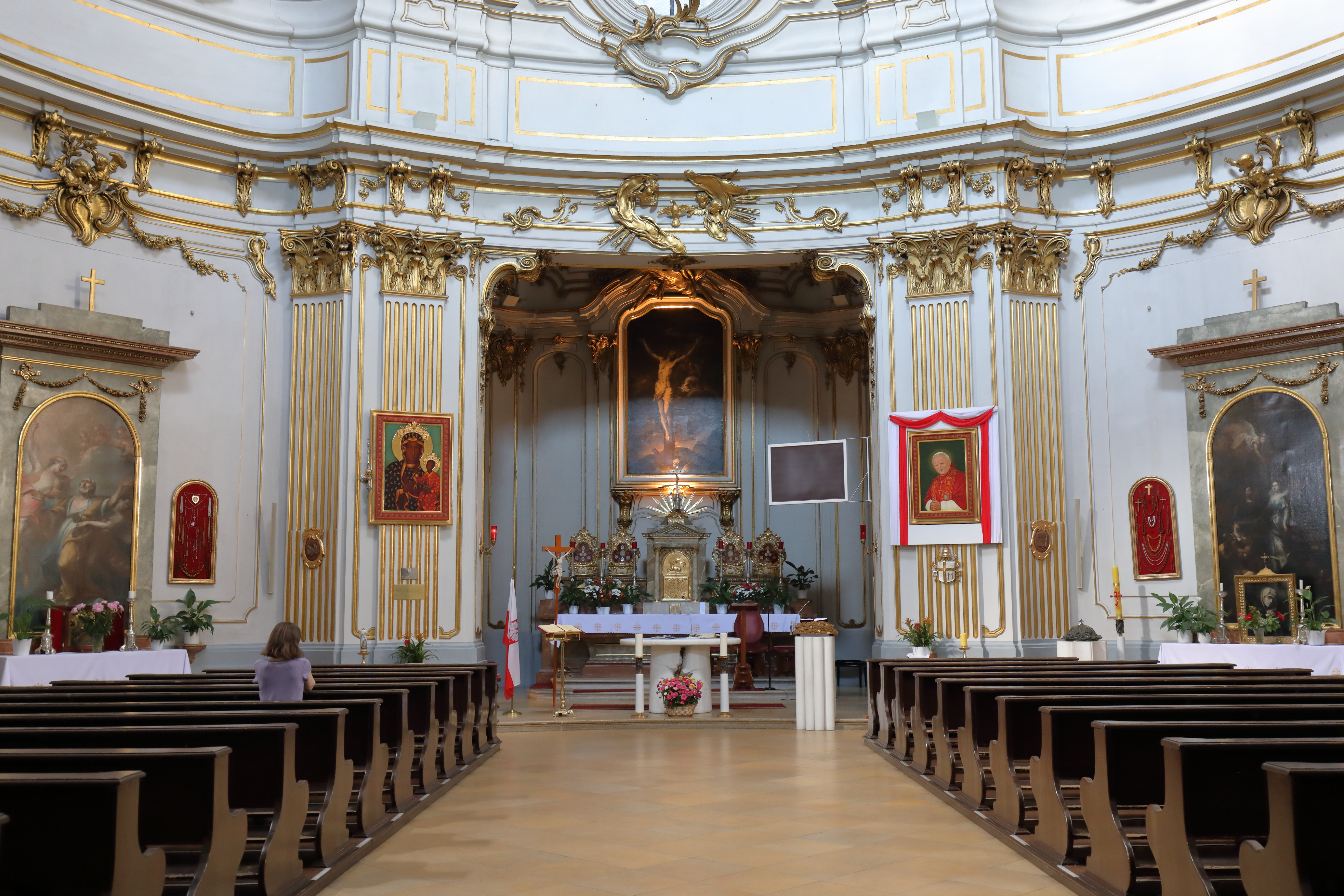
Blick zum Altarraum

Das Innere der Kirche ist ein ovaler Raum mit annähernd querovalem Chor und zwei Nebenräumen. Die Dekorationen in Rokokoformen sind weiß-golden gehalten und auf die Ovalkuppel mit Laterne hin zentriert. Das Hochaltarbild Christus am Kreuz stammt von Peter Strudel, daneben gibt es zwei Seitenaltäre in einfachen marmorierten Retabelrahmungen. Das linke Seitenaltarbild zeigt den Tod des heiligen Joseph, ist vor 1742 entstanden und mit Ignaz D. Heinitz signiert, das rechte ist wahrscheinlich italienisch aus der Mitte des 17. Jahrhunderts und zeigt die heilige Elisabeth. In der Sakristei befinden sich eine Pietá aus der 2. Hälfte des 17. Jahrhunderts und ein Holzkruzifix aus der Mitte des 18. Jahrhunderts.